# Rio Grande Valley Vipers 2010-2011
La stagione 2010-11 dei Rio Grande Valley Vipers fu la 4ª nella NBA D-League per la franchigia.
I Rio Grande Valley Vipers arrivarono secondi nella Western Conference con un record di 33-17. Nei play-off vinsero i quarti di finale con i Bakersfield Jam (2-1), la semifinale con i Reno Bighorns (2-0), perdendo poi la finale con gli Iowa Energy (2-1).

## Roster
| N°   | Naz.                   | Ruolo | Sportivo          | Anno | Alt. | Peso |
| ---- | ---------------------- | ----- | ----------------- | ---- | ---- | ---- |
| 4    | Stati Uniti (bandiera) | G     | Isaiah Swann      | 1985 | 188  | 88   |
| 9    | Stati Uniti (bandiera) | G     | Jon Scheyer       | 1987 | 196  | 86   |
| 10   | Stati Uniti (bandiera) | G     | Terrel Harris     | 1987 | 196  | 102  |
| 11   | Stati Uniti (bandiera) | G     | Jerel McNeal      | 1987 | 191  | 91   |
| 12   | Stati Uniti (bandiera) | G     | Jason Horton      | 1986 | 188  | 86   |
| 12   | Stati Uniti (bandiera) | G     | Ish Smith         | 1988 | 183  | 79   |
| 14   | Stati Uniti (bandiera) | G     | Antonio Anderson  | 1985 | 198  | 98   |
| 15   | Stati Uniti (bandiera) | C     | Patrick Sullivan  | 1988 | 206  | 98   |
| 17   | Stati Uniti (bandiera) | G     | Garrett Temple    | 1986 | 198  | 86   |
| 18   | Stati Uniti (bandiera) | G     | Matt Janning      | 1988 | 193  | 90   |
| 19   | Stati Uniti (bandiera) | G     | Kelvin Lewis      | 1988 | 193  | 88   |
| 21   | Stati Uniti (bandiera) | G     | Richard Roby      | 1985 | 196  | 86   |
| 22   | Stati Uniti (bandiera) | A     | Marquis Gilstrap  | 1987 | 201  | 98   |
| 22   | Stati Uniti (bandiera) | G     | Mustafa Shakur    | 1984 | 191  | 86   |
| 23-7 | Stati Uniti (bandiera) | A     | Stanley Asumnu    | 1982 | 196  | 99   |
| 24   | Stati Uniti (bandiera) | C     | Mickell Gladness  | 1986 | 211  | 104  |
| 32   | Senegal (bandiera)     | A     | Mouhammad Faye    | 1985 | 208  | 95   |
| 33   | Stati Uniti (bandiera) | A     | Patrick Patterson | 1989 | 206  | 107  |
| 34   | Stati Uniti (bandiera) | AC    | Connor Atchley    | 1985 | 208  | 102  |
| 34   | Stati Uniti (bandiera) | A     | Stanley Robinson  | 1988 | 206  | 98   |
| 41   | Stati Uniti (bandiera) | AC    | Arinze Onuaku     | 1987 | 206  | 125  |
| 42   | Stati Uniti (bandiera) | C     | Marcus Cousin     | 1986 | 211  | 116  |
| 42   | Tanzania (bandiera)    | C     | Hasheem Thabeet   | 1987 | 221  | 121  |
| 50   | Stati Uniti (bandiera) | A     | Jeff Adrien       | 1986 | 201  | 110  |

## Staff tecnico
- Allenatore: Chris Finch
- Vice-allenatori: Paul Mokeski, Jai Steadman
- Preparatore atletico: Joe Resendez